# LDE – Saxonia
 (janvier 2022).
La locomotive SAXONIA de la Leipzig-Dresdner Eisenbahn-Compagnie fut la première locomotive à vapeur d’Allemagne.

## Histoire
Cette locomotive a été conçue par l'ingénieur Johann Andreas Schubert. Schubert s'était inspiré de la locomotive anglaise COMET dont il analysa les parties visibles et qu'il chercha à perfectionner : la traction était assurée par deux essieux couplés donnant une puissance accrue, et le mouvement était rendu plus régulier par un essieu passif (locomotive type 021).
Le développement et la construction de cette locomotive furent assurés par les Ateliers ferroviaires d'Übigau (Maschinenbauanstalt Übigau) fondés le 1er janvier 1837 près de Dresde. Schubert dirigea l'entreprise de bout en bout. La construction d'une nouvelle locomotive était une entreprise techniquement et financièrement risquée, car d'une part l'équipe n'avait aucune expérience de la construction d'une machine à vapeur et d'autre part on ne disposait d'aucun modèle à copier. Seules les dimensions des principaux composants de la COMET britannique donnaient une idée des dimensions convenables.
La SAXONIA devait être livrée à la Compagnie de chemins de fer Leipzig-Dresde (LDE) pour le 8 avril 1839. Mais les ingénieurs anglais, qui pour lors détenaient le monopole des constructions ferroviaires, n'entendaient pas laisser Schubert et sa SAXONIA leur ravir la suprématie, et ce sont deux locomotives anglaises qui assurèrent l'inauguration de la ligne. La SAXONIA, pilotée par son concepteur, l'ingénieur Johann A. Schubert, suivait. Ce voyage inaugural fit d'ailleurs l'objet de plusieurs tentatives de sabotage.
Mais la SAXONIA dut entrer en service, car en 1843 elle est déjà créditée d'un kilométrage de 8 666 km. En 1853-54, elle est reconstruite avec un train d’essieux 1A1 et livrée à la Sächsisch-Böhmische Bahn. On ne dispose d'aucune date certaine concernant sa période d'activité, mais elle a pu continuer à faire partie du matériel roulant de la LDE jusqu'en 1856 car ce n'est qu'après cette date qu'on n'en entend plus parler.
Le 12 avril 1840, les ateliers d'Übigau livrèrent à la LDE une nouvelle locomotive type 021 à deux cylindres basse pression du nom de PHOENIX.

## Particularités techniques

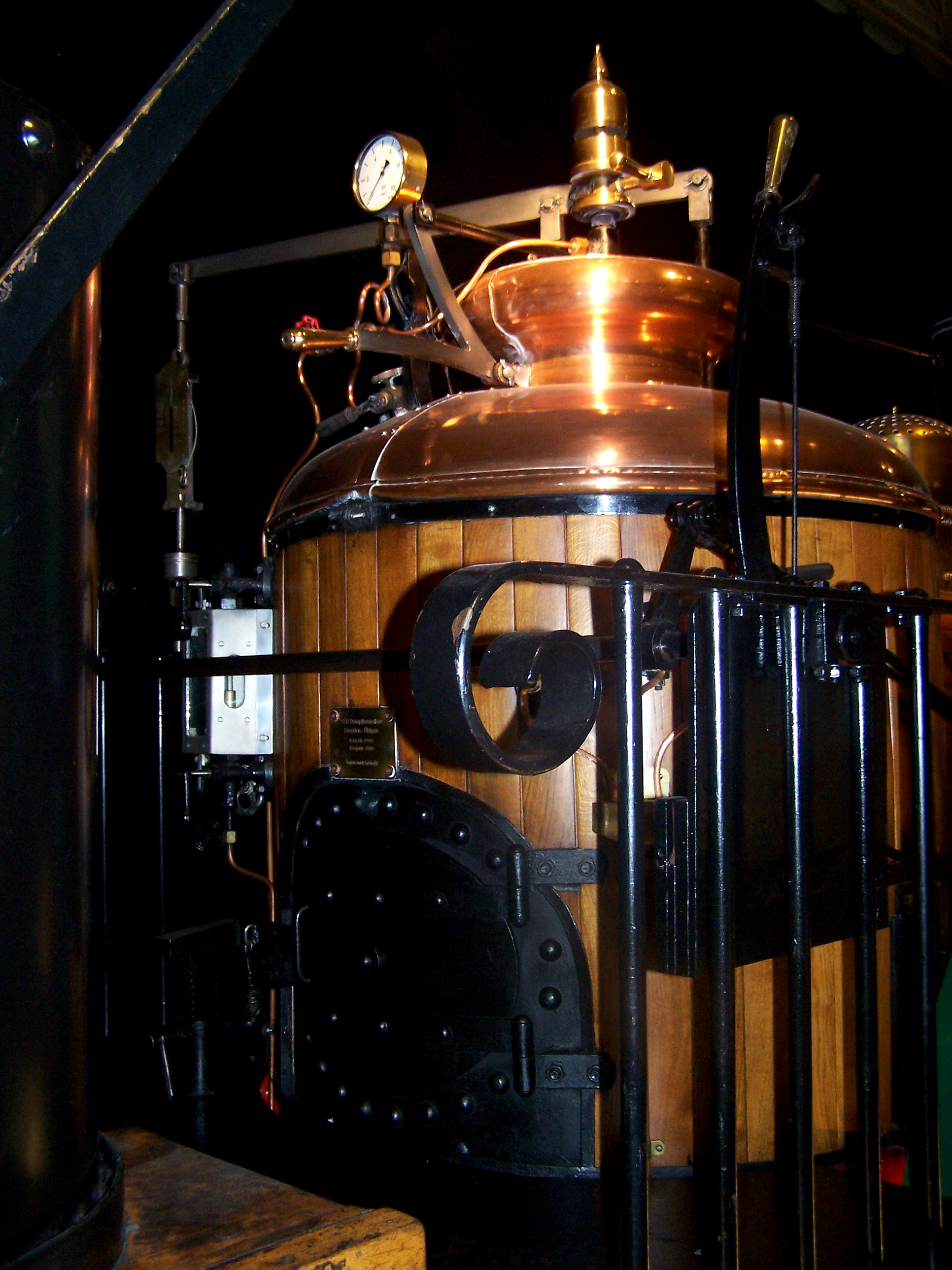
Le bouilleur de la Saxonia

D'un point de vue technique, la Saxonia était le pendant de son modèle britannique. On n'a que peu d'indications sur la fabrication de son châssis. Le bouilleur était renforcé de plaques verticales, la carrosserie était faite de tôles cylindriques. Une platine sur la carrosserie servait de support au sifflet et à la soupape de sécurité. Sur la partie antérieure du bouilleur trônait un dôme de vapeur étroit et haut. Le foyer à grille était mobile.
Le moteur à vapeur était un deux-cylindres à piston interne, avec une simple tige pour l'ouverture de la soupape, sans phase intermédiaire de décompression. Il était en prise directe avec un des essieux couplés.
Les deux essieux moteurs aussi bien que l'essieu libre étaient emmanchés dans le châssis de façon rigide. Les rayons des roues étaient en fer forgé, mais par la suite on leur substitua des roues en fonte. Du fait de l'intégration du mécanisme dans les cylindres, l'essieu était mû via un système bielle-manivelle, fait remarquable pour l'époque. L'essieu libre, introduit par Schubert avant tout pour améliorer la stabilité du véhicule, était l'autre grande innovation ; jugée inutile, mais elle fut d'abord démontée en 1840, mais en 1842, on interdit par mesure de sécurité l'utilisation de locomotives à essieux couplés, et il y eut de nouveau un essieu libre.
Le freinage était d'abord assuré par un frein à courroie en prise sur les deux arbres moteurs et actionné par une manette. Du fait de son usure rapide, il fallut le reconstruire plusieurs fois.

## Reconstitution
Le 11 octobre 1985, en préparation du jubilé des 150 ans de la première ligne de chemins de fer d'Allemagne (la Leipzig–Dresden), prévu le 8 avril 1989, le Ministère des Transports de RDA créa un groupe de travail pour la reconstitution de la locomotive d'époque.

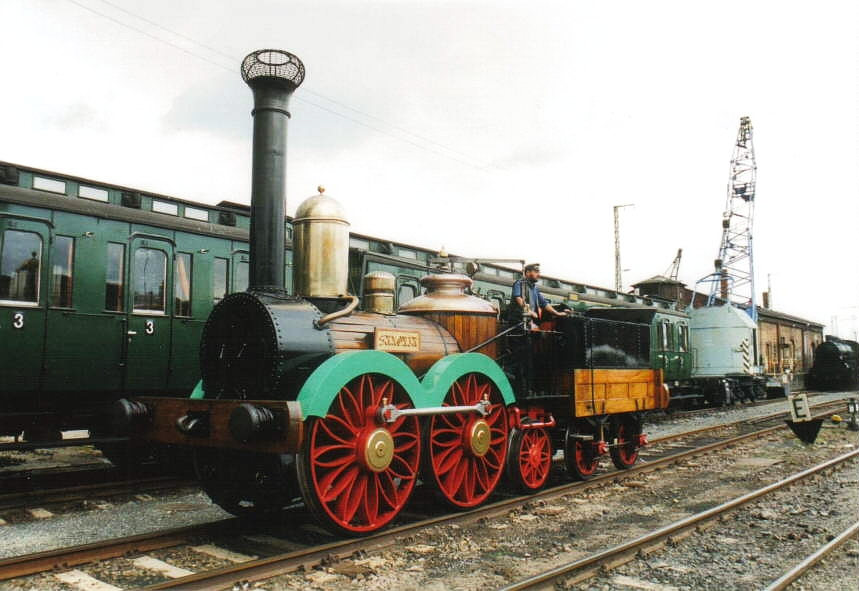
La SAXONIA lors du festival de Dresde le 18 mai 2003.

Comme pour une autre locomotive, l’Adler, on ne disposait que de maigres indices pour cette reconstitution. On s'est surtout appuyé sur un bleu du dossier original de 1838. Les dimensions et les détails techniques ont été tirés d'un livre d'époque, l’« Histoire et description détaillée des machines à vapeur, navires à vapeur et chemins de  fer » (Geschichte und erklärende Beschreibung der Dampfmaschinen, Dampfschiffe und Eisenbahnen), paru chez N.N.W. Meissner en 1839. Mais il apparut bientôt qu'il ne serait pas possible de reconstituer la machine exactement selon les techniques d'époque, et cela pour plusieurs raisons. Pour la construction de la chaudière, il conviendrait de respecter les normes de sécurité en vigueur. La conception de la machine à vapeur était elle-même un casse-tête. À l'origine la SAXONIA n'était équipée que d'un simple levier d'admission, ce qui ne permettait aucunement de régler l'alimentation en eau : pour la reconstitution, on envisagea d'adapter un distributeur Stephenson à excentrique.
La construction et la préparation de la chaudronnerie furent confiées à la VEB Dampfkesselbau Übigau de Dresde. La fabrication des autres pièces fut confiée aux différents ateliers de la Deutsche Reichsbahn à Dresde, Oebisfelde, Pankow et Weißenfels ainsi qu'à l'usine de Wilsdruff. L'assemblage de la SAXONIA fut effectué au centre de réparation de Halle. La fabrication du tender est l'œuvre des ateliers de Waren (Müritz) du centre de réparation ferroviaire de Neustrelitz. Au départ la reconstitution était ambitieuse et prévoyait l'emploi de panneaux en bois exotique mais les essais préliminaires ont montré que le bois avait tendance à éclater. C'est pourquoi le châssis fut finalement construit en tôles d'acier soudées et l'ensemble garni de panneaux de bois.
Le 1er octobre 1988, on fit les premiers essais de montée en pression de la locomotive dans les ateliers de Halle. Deux semaines plus tard, la nouvelle locomotive montrait son efficacité lors du voyage inaugural à Eisleben. Lors du voyage réalisé le 12 janvier 1989 entre Halle et Leipzig, la locomotive atteignit la vitesse de 70 km/h sans à-coup et avec une grande stabilité.
La gare de Leipzig Hbf Süd fut choisie pour abriter la SAXONIA. Les 8 et 9 avril 1989, elle prenait part à la grande parade du Jubilé de la première ligne de chemin de fer d'Allemagne près de Riesa.
L'actuel propriétaire de la locomotive est le Musée des transports de Nuremberg. Depuis une révision en 2008 aux ateliers ferroviaires de Meiningen, la locomotive est de nouveau opérationnelle.